# Вулиця Генерала Миколи Арсенича
Вулиця Генерала Миколи Арсенича — вулиця у Галицькому районі міста Львова, неподалік історичного центру міста. Сполучає вулиці Дмитра Вітовського та Зарицьких.

## Історія
Виникла на межі XIX–XX століть. У 1901 році отримала назву вулиця Обозова. Протягом німецької окупації — Ляґерштрассе. У липні 1944 року на нетривалий час була повернена передвоєнна назва, а від 1946 року — вулиця Обозна.
1979 року отримала назву Волощака на честь поета-комуніста та радянського пропагандиста Андрія Волощака, що мешкав неподалік.
4 липня 2024 року сесією Львівської міської ради прийнято рішення декомунізувати та деколонізувати назву вулиці. 18 липня того ж року розпорядженням голови Львівської обласної військової адміністрації вулицю було перейменовано на вулицю Генерала Миколи Арсенича, на честь творця військової контррозвідки ОУН — СБ ОУН, генерала безпеки УПА Миколи Арсенича-Березовського.

## Забудова
Вулиця Арсенича забудована переважно триповерховими будинками в архітектурних стилях класицизм та модерн.

### Будинки
№ 3 — триповерховий житловий будинок, споруджений у 1910 році за проєктом архітектора Леопольда Райсса. На світловому ліхтарі сходової клітки зберігся вензель автора «L.R.». Власником будинку наприкінці 1910-х років був Ромуальд Вітвіцький, серед його постояльців були відомий польський фізик, метеоролог, доцент, професор фізики та метеорології Вищої рільничої школи та Академії рільництва у Дублянах (нинішній Львівський національний університет природокористування) Казимир Шульц та польський поет Збіґнєв Герберт. Нині тут містяться продюсерський центр Наталки Карпи «Карпаратион», при якому діє дитяча школа естрадного мистецтва та студія звукозапису «Euromix».
№ 4 — триповерховий житловий будинок. Власницею будинку наприкінці 1910-х років була Сесілія Розвадовська, а мешкали тут архітектор Тадеуш Врубель та професор ботаніки Львівського університету, професор ботаніки Львівського університету Теофіл Цєсєльський.
№ 5 — триповерховий житловий будинок, споруджений у 1910 році за проєктом архітектора Леопольда Райсса. На світловому ліхтарі сходової клітки зберігся вензель автора «L.R.». Тут мешкав польський науковець, професор, керівник Інституту порівняльної анатомії Львівського університету, доктор Казимир Квітнєвський.
№ 6 — триповерховий житловий будинок. Тут мешкали польський прозаїк, драматург, журналіст Роман Яворський та польський архітектор, викладач Львівської художньо-промислової школи Іван Віктор Долинський.